# Концерт за виолину и оркестар (Нилсен)
Концерт за виолину и оркестар, op. 33, FS 61 је једини концерт за овај интструмент данског композитора Карла Аугуста Нилсена.
Карл Нилсен је био надахнут летом 1911. године током посета Бергена - места, где је умро Едвард Григ, по позиву његове удове, Нине.
13. децембра завршио је концерт. Писао је концерт за чувеног виолинисту Педера Мелера (дан. Peder Møller). Први пут је концерт извeден у Копенхагену са Педром Мелером и Данским краљевским оркестром 28. фебруара 1912. године са 3. симфонијом Нилсена.
Након тога Мелер је путовао у Стокхолм, Гетеборг и свирао је концерт и тамо.